# Китайский гекко
Китайский гекко (лат. Gekko chinensis) — вид пресмыкающихся из рода настоящих гекконов. Ведёт сумеречный и ночной образ жизни. Если его потревожить, может укусить, издавая пищащие звуки.

## Описание
Общая длина тела с хвостом 18 см. Тело сероватое, на спине есть тёмные полосы или пятна. Голова большая и сплющенная. Хвост с отчётливыми коричневыми либо чёрными полосками, у молодых особей полоски яркие. Нижняя часть тела у ящериц серо-белая либо желтоватая. На всех пальцах есть диски. 
Питается комарами и маленькими молями. Встречается в домах, обычно на стенах, и полянах, но преимущественно живёт в лесах и кустарниках.

## Ареал
Обитает на южном побережье Китая (территории провинций Юньнань, Гуандун, Гуанси-Чжуанского автономного района и Гонконга), а также на острове Хайнань. Есть сообщения о данном виде из Вьетнама, однако они могут быть ошибочными.

## Размножение
Яйцекладущая ящерица. Ящерицы могут спариваться и рожать маленьких ящериц круглый год, кроме зимы. Ящерицы откладывают яйца в дупла, плотно приклеивая их к древесине. Обычно в году 5-8 кладок, с промежутком в 15-40 дней. В одной кладке 1-2 яйца. В зависимости от окружающих условий, период инкубации длится 3-7 месяцев. Яйца почти ровные, имеют сферическую форму, а в отличие от яиц других ящериц, яйца заключены в плотную, хрупкую известковую оболочку, которая затвердевают через некоторое время после того, как яйца были отложены, из-за поглощения углекислоты яйцами. Из-за этого яйца часто сохраняют неправильную форму, определяемую конфигурацией трещины, или щели, где были отложены яйца.
Сами ящерицы могут жить 25 лет.

## Содержание в неволе
Ящерицы легко содержатся в неволе. Из-за того что они спускаются на землю только для кормления, их следует содержать либо в кубическом, либо в вертикальном террариуме. Гекконы живут в природе большими колониями, и каждому из них достаётся небольшая территория, поэтому им не требуется много пространства. 
Рекомендуется содержать ящериц парами. В террариуме можно содержать только одного самца и не более трёх самок. Если содержать двух самцов, между ними может возникнуть конкуренция за территорию или самок в брачный период 
Пол геккона можно определить в возрасте трёх месяцев, посмотрев в нижнюю часть живота. У самцов есть крупные преданальные V-образные отверстия у основания хвоста, в то время как у самок их нет. Также самцы более упитанные и имеют более крупную голову.
Грунт для гекконов может состоять из торфа, кокосовой стружки или гравия. Песок использовать нельзя, так как он может попасть в пищеварительную систему животного и вызвать проблемы с пищеварением. Грунт должен быть слегка влажным, а температура днём составлять 28–35 °C, а ночью — на 5–8 градусов ниже. Ультрафиолетовое излучение не обязательно. 
В террариуме следует разместить поилку, ветки и укрытия, такие как куски коры и черепки горшков. Гекконам не требуется зимовка. Можно посадить живые растения в горшках, которые будут поддерживать микроклимат внутри террариума. Подойдут такие растения, как сциндапсус, карликовый ползучий фикус, филодендроны, беложилковая маранта. Горшочки нужно закопать в слой мелкого гравия или верхового торфа. Растения следует регулярно поливать и обеспечивать им яркое освещение с помощью люминесцентных ламп. 
Для поддержания влажности террариум нужно опрыскивать водой температурой 40–50 °C один-два раза в день, не допуская переувлажнения грунта. Оптимальный уровень влажности составляет 70–80 %, при этом необходима хорошая вентиляция внутри террариума (например, прорези в стенах террариума).
У этих рептилий зубы очень острые, челюсти крепкие, и разжать их, не повредив, очень трудно. Когда геккон злой, он сильно раздувается, шипит, широко открывает пасть, издаёт отпугивающе-квакающие звуки, делая выпады, чтобы отпугнуть врага. Поэтому, если вы берёте ящерицу в руки на первых днях содержания, не пытайтесь это делать. Поэтому не берите их в руки слишком часто, ведь это может привести к стрессу, и никогда не берите ящерицу за хвост, так как он может легко оторваться. При плохих условиях содержания, как и другие рептилии, китайские гекконы могут стать переносчиками сальмонеллёза, поэтому при контакте с ними, надо обязательно соблюдать правила личной гигиены. Регулярно дезинфицируйте и держите террариум с ящерицей в чистоте, но никогда не чистите террариум на кухне или в ванной. Перед тем как взять рептилию, надо помыть руки, и после того, как вы её отпустили обратно. Важно не перекармливать ваших китайских гекко. Чем крупнее гекко, тем больше надо кормить его. Корм должен содержать витамины и минеральные вещества. Если освещения недостаточно, то у гекконов может быть недостаток витамина D, из-за чего получается, у геккона может быть нарушен кальциевый обмен. Это очень опасно для маленьких ящериц и для самок в период размножения. Поэтому насекомые, которые идут на корм ящерицам, должны обваливаться в молотом кальции и сухих витаминах для рептилий. Раз в неделю животных надо облучать ультрафиолетом по несколько минут и давать жидкие витамины. Давать жидкие витамины удобно кисточкой из беличьих волосков: капля из витаминов наносится на глаза, либо на кончик морды ящерицы, которая потом слижет витамин языком. Несмотря на то, что метод хлопотный, он позволяет чётко дозировать витамины для ящерицы.
Можно давать насекомых и других беспозвоночных. Перед тем, как насекомое скармливают, насекомым дают специальный корм для рептилий, овощи, и рыбу, из-за которых насекомое становится достаточно питательным для китайского гекко.